# 釜山KCC宙斯盾
釜山KCC宙斯盾（韓語：부산 KCC 이지스）為韓國職業籃球隊，以韓國釜山廣域市作為球隊所在地，參加韓國籃球聯賽。
前身現代籃球隊成立於1978年，2001年KCC接手球隊，2023年球隊從全州市搬遷至釜山廣域市。2024年5月，釜山KCC宙斯盾獲得隊史第六座KBL總冠軍。2024-25賽季參加東亞超級聯賽。